# Thyreoglobulin
Thyreoglobulin (TG) ist ein Protein der Schilddrüse, an dem die Schilddrüsenhormonsynthese von Thyroxin und Triiodthyronin stattfindet. Bei diesem Vorgang werden die Jod-Atome an die Tyrosinanteile des Thyreoglobulins gebunden (Jodierung). Es ist Hauptbestandteil des Kolloids der Schilddrüse. Es wird in den Thyreozyten gebildet.
Der Nachweis von Thyreoglobulin beim Menschen beweist das Vorhandensein von Schilddrüsengewebe und ist daher besonders gut zur Suche nach Restgewebe nach einer Schilddrüsenentfernung geeignet. Erhöhte Antikörper gegen Thyreoglobulin (TG-AK oder TAK) weisen auf eine Autoimmunerkrankung der Schilddrüse hin wie z. B. die Hashimoto-Thyreoiditis. Mutationen am TG-Gen können eine Struma verursachen.
Entdeckt wurde Thyreoglobulin 1899 von Adolph Oswald (1870–1956).

## Eigenschaften
Es handelt sich um ein (heterogenes) Jod-Glycoprotein mit einer Molekülmasse von circa 660 kDa. Es darf nicht mit dem ähnlich klingenden „Thyroxin-bindenden Globulin“ (TBG) verwechselt werden.
Unter dem Einfluss von Thyreotropin wird Thyreoglobulin normalerweise in den Follikelzellen der Schilddrüse als Vorläufer für Thyroxin und Triiodthyronin synthetisiert.

## Thyreoglobulin als Tumormarker
Im Rahmen der Karzinomnachsorge ist eine Hauptmethode zur Suche nach Restgewebe die Szintigraphie mit Radiojod. Jedoch können krebsbefallene Zellen zum einen die massive Fähigkeit zur Iodanreicherung fast eingebüßt haben, zum anderen kann Rezidivgewebe so klein sein oder so tief unter anderem Gewebe liegen, dass es szintigraphisch nicht mehr zu erfassen ist. Hier kann oft die PET/CT (meist mit Fluordesoxyglucose, FDG) Tumorgewebe nachweisen. V. a. beim papillären und follikulären Schilddrüsenkarzinom ist Thyreoglobulin ein unverzichtbarer zusätzlicher Untersuchungswert.
Bei der Behandlung von Schilddrüsenkarzinomen wird zunächst alles erreichbare Schilddrüsengewebe operativ entfernt. Abhängig von Tumorhistologie und -stadium werden bei der anschließenden Radioiodtherapie möglichst alle verbliebenen Schilddrüsenzellen zerstört. Lässt sich bei späteren Laborkontrollen Thyreoglobulin nachweisen, so ist dies ein eindeutiger Hinweis auf Schilddrüsenzellen – gutartig oder bösartig.